# Liste des réacteurs nucléaires en Suède
La liste des réacteurs nucléaires de Suède compte trois centrales nucléaires de production d'électricité équipées de six réacteurs nucléaires opérationnels en 2023. Six autres ont été définitivement arrêtés. 
À la suite de la décision du parlement en 1997 et au référendum de 1980, la production d'énergie nucléaire doit être arrêtée progressivement. L'objectif initial prévoyait un arrêt du dernier réacteur en 2010.

## Historique
La Suède se situe au 12e rang des pays producteurs d'électricité nucléaire dans le monde, en nombre de réacteurs en activité. Il se situe également au 10e rang en termes de puissance installée et au 12e en termes d'énergie électrique produite en 2010. La production d’électricité d’origine nucléaire en Suède s’est élevée en 2010 à 55 100 GWh, soit 38 % de la production d’électricité produite dans le pays (qui s’est élevée à 144 500 GWh), et 2,1 % de l'énergie électrique d'origine nucléaire produite dans le monde. 
Avec 38 % de la part du nucléaire dans l'électricité produite dans le pays, la Suède se situait ainsi en 2010 au 7e rang au niveau mondial au regard de cet indicateur, derrière la France (74 %), la Slovaquie (52 %),  la Belgique (51 %) et l'Ukraine (48 %)[réf. souhaitée].
| \| Ågesta Forsmark Oskarshamn Ringhals Barsebäck \| Localisation des centrales nucléaires en Suède |
| Ågesta Forsmark Oskarshamn Ringhals Barsebäck                                                      |

## Réacteurs de puissance
Depuis 2021, 6 réacteurs nucléaires électrogènes sont en service en Suède, répartis dans trois centrales. Quatre appartiennent à la filière des réacteurs à eau bouillante (REB) et 2 à celle des réacteurs à eau pressurisée (REP). Six autres réacteurs sont définitivement arrêtés.
Les caractéristiques des réacteurs sont données dans les tableaux ci-après ; les données sont principalement issues de la base de données PRIS (Power Reactor Information System) de l’Agence international de l'énergie atomique (AIEA) qui définit ainsi les termes :
- la puissance nette correspond à la puissance électrique délivrée sur le réseau et sert d'indicateur en termes de puissance installée ;
- la puissance brute correspond à la puissance délivrée par l'alternateur (soit la puissance nette augmentée de la consommation interne de la centrale) ;
- la puissance thermique correspond, à la puissance délivrée par la chaudière nucléaire.

Le début de construction correspond à la date de coulage des fondations du bâtiment réacteur. Une tranche (nom utilisé pour un réacteur complet) est considérée comme opérationnelle après son premier couplage au réseau électrique. La mise en service commerciale est le transfert contractuel de l’installation du constructeur vers le propriétaire ; intervenant en principe après réalisation des tests réglementaires et contractuels, et après fonctionnement continu à 100 % pendant une durée définie au contrat de construction. 
| Centrale nucléaire | Nom du réacteur | Type | Modèle            | Puissance   | Puissance   | Puissance       | Exploitant | Constructeur | Début construction | Raccordement au réseau | Mise en service commerciale | Arrêt définitif  |
| Centrale nucléaire | Nom du réacteur | Type | Modèle            | nette (MWe) | brute (MWe) | thermique (MWt) | Exploitant | Constructeur | Début construction | Raccordement au réseau | Mise en service commerciale | Arrêt définitif  |
| ------------------ | --------------- | ---- | ----------------- | ----------- | ----------- | --------------- | ---------- | ------------ | ------------------ | ---------------------- | --------------------------- | ---------------- |
| Barsebäck          | Barsebäck-1     | REB  | AA-II             | 600         | 615         | 1 800           | BKAB       | ABBATOM      | 1er février 1971   | 15 mai 1975            | 1er juillet 1975            | 30 novembre 1999 |
| Barsebäck          | Barsebäck-2     | REB  | AA-II             | 600         | 615         | 1 800           | BKAB       | ABBATOM      | 1er janvier 1973   | 21 mars 1977           | 1er juillet 1977            | 31 mai 2005      |
| Forsmark           | Forsmark-1      | REB  | AA-III / BWR 2500 | 978         | 1 033       | 2 928           | FKA        | ABBATOM      | 1er juin 1973      | 6 juin 1980            | 10 décembre 1980            |                  |
| Forsmark           | Forsmark-2      | REB  | AA-III / BWR 2500 | 990         | 1 028       | 2 928           | FKA        | ABBATOM      | 1er janvier 1975   | 26 janvier 1981        | 7 juillet 1981              |                  |
| Forsmark           | Forsmark-3      | REB  | AA-IV / BWR 3000  | 1 170       | 1 212       | 3 300           | FKA        | ABBATOM      | 1er janvier 1979   | 5 mars 1985            | 18 août 1985                |                  |
| Oskarshamn         | Oskarshamn-1    | REB  | AA-I              | 473         | 492         | 1 375           | OKG        | ABBATOM      | 1er août 1966      | 17 août 1971           | 6 février 1972              | 19 juin 2017     |
| Oskarshamn         | Oskarshamn-2    | REB  | AA-II             | 638         | 661         | 1 800           | OKG        | ABBATOM      | 1er septembre 1969 | 2 octobre 1974         | 1er janvier 1975            | 22 décembre 2016 |
| Oskarshamn         | Oskarshamn-3    | REB  | AA-IV / BWR 3000  | 1 152       | 1 450       | 3 900           | OKG        | ABBATOM      | 1er mai 1980       | 3 mars 1985            | 15 août 1985                |                  |
| Ringhals           | RINGHALS-1      | REB  | AA-I              | 881         | 910         | 2 540           | RAB        | ABBATOM      | 1er février 1969   | 14 octobre 1974        | 1er janvier 1976            | 31 décembre 2020 |
| Ringhals           | RINGHALS-2      | REP  | WH 3LP            | 852         | 963         | 2 652           | RAB        | Westinghouse | 1er octobre 1970   | 17 août 1974           | 1er mai 1975                | 31 décembre 2019 |
| Ringhals           | RINGHALS-3      | REP  | WH 3LP            | 1072        | 1117        | 3135            | RAB        | Westinghouse | 1er septembre 1972 | 7 septembre 1980       | 9 septembre 1981            |                  |
| Ringhals           | RINGHALS-4      | REP  | WH 3LP            | 1117        | 1171        | 2775            | RAB        | Westinghouse | 1er novembre 1973  | 23 juin 1982           | 21 novembre 1983            |                  |

## Projets
Alors qu'un sondage indiquait en 2019 qu'une majorité de la population était en faveur de l'énergie nucléaire, une étude a été lancée, et doit rendre ses conclusions début 2024 , pour le développement éventuel d'un nouveau programme.

### Acronymes
1. ↑  ABBATOM : Anciennement Asea-Atom
2. ↑  FKA : Forsmark Kraftgrupp Ab
3. ↑  OKG : Okg Aktiebolag